# 黄部
黄部（）、（旧漢字：黃部）は、漢字を部首により分類したグループの一つ。
康熙字典214部首では201番目に置かれる（12画の最初、亥集の15番目）。

## 概要

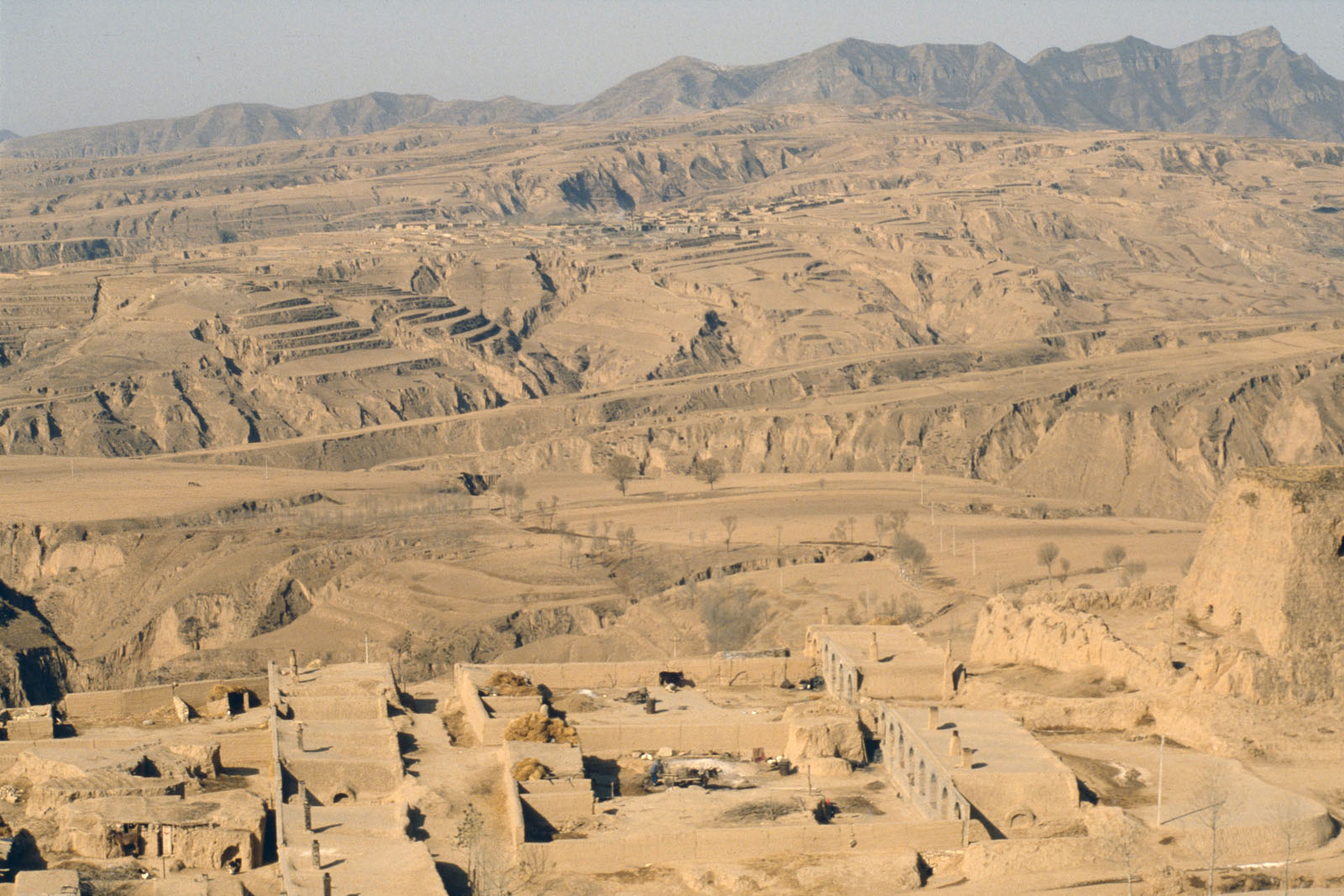
黄土高原

黄部には「黄」を筆画の一部として持つ漢字を分類している。
単独の「黃（黄）」字は色を表し、黄色を指す。古代より大地の色とされ、『周易』坤卦に「天は玄にして地は黄」とある。また中国伝統思想の範疇である五行では中央・土の色とされる。また玉や金の色ともされ、その輝く色を表した。また枯れた草木の色であることから引伸して枯れることを意味する動詞として用いられた。また「黄口」で喙が黄色い雛鳥を意味し、さらにこれがやがて幼児を意味するようになり、後に隋唐時代の戸籍制度では三歳以下の子供を「黄」とした。
字源としては、「黄」字は障害により上半身がふくれた人を象る象形文字であり、この文字で色を指す単語を表記するのは仮借による。『説文解字』では「田」と音符「光」から構成される形声文字とされているほか、佩玉を身に着けた人を象るとする説もあるが、これらは誤った分析である。
「黄」は意符としては黄色に関する文字に含まれることがあるが、多くはない。黄部に属する漢字は「黃（黄）」自身以外では、JIS第1水準・第2水準までの範囲内では、「黃」を意符ではなく音符とする「黌」の1字のみであり、「黃」を意符とする「黅」「黆」「黇」「黈」などといった漢字は日常ではまず用いられないものばかりである。

## 字体のデザイン差
印刷書体（明朝体）において『康熙字典』は篆書に従い「黃」のように上部を「廿」と「一」に分離し、下部を「由」にした字形を採用している。台湾の国字標準字体では上部に関してはこれに倣うが、下部は「田」にしている。一方、日本の新字体・中国の新字形では「黄」のように「廿」と「一」を重ね、下部を「由」にした字形を採用している。
| 康熙字典 韓国 香港 | 日本 中国 | 台湾 |
| ------------------ | --------- | ---- |
| 黃                 | 黄        | 黃   |

## 簡略字体
日本の新字体および中国の簡体字では「黃」を構成要素にもつ「廣」に関して簡略化した字体を用いている。日本ではこれを「広」とし、中国ではこれを「广」とする。
ただし、日本では表外漢字の場合、「曠」字のように康熙字典に従っている。

## 部首の通称
- 日本：き
- 韓国：누를황부（nureul hwang bu、黄色い黄部）
- 英米：Radical yellow

## 部首字
黃（黄）
- 中古音
  - 広韻 - 胡光切、唐韻、平声
  - 詩韻 - 陽韻、平声
  - 三十六字母 - 匣母
- 現代音
  - 普通話 - ピンイン：huáng 注音：ㄏㄨㄤˊ ウェード式：huang2
  - 広東語 - Jyutping:wong4 イェール式:wong4
- 日本語 - 音：コウ（クヮウ）（漢音）・オウ（ワウ）（呉音） 訓：き
- 朝鮮語 - 音：황(hwang) 訓：누를（nureul、黄色い）

甲骨文
金文
大篆
小篆

## 例字
- 黃（黄）
  - 黉・黌